# Callicera aenea
Callicera aenea es una especie de mosca sírfida. Se distribuyen por el Paleártico en Eurasia.